# Princesse Shéhérazade
Princesse Shéhérazade (no Brasil: A Princesa Sherazade e em Portugal: A Princesa Sheherazade) é uma série de desenho animado francesa criada por Marie-France Brière e produzida em 1996. A série é baseada no conto árabe As Mil e uma Noites tendo como protagonista a personagem Sherazade.
No Brasil, a série foi exibida na TV Brasil entre 2009 e 2012. Em Portugal, foi exibida inicialmente na RTP1 e na RTP2 e mais tarde no Canal Panda e na SIC K.

## Sinopse
A história começa durante com Sherazade olhando pro céu a noite até um cristal cair das estrelas na fonte de seu palácio. Ela pega o cristal e de dentro dele encontra um jovem gênio chamado Till que se liberta após o cristal ser derrubado do chão passando desde então a seguir e proteger Sherazade em suas viagens por um mundo mágico cheio de criaturas incríveis.

## Personagens
- Sherazade - A bela e jovem princesa protagonista da série. Está sempre se aventurando e muitas vezes viajando pelo mundo atrás de aventuras e sempre ajuda um amigo com problemas sendo capaz de enfrentar qualquer vilão ao lado de seu amigo gênio guardião Till.
- Till - Um pequeno gênio vindo do céu e amigo de Sherazade. Ele sempre acompanha Sherazade em suas aventuras a protegendo dos perigos. Ele tem o poder de se transformar em qualquer animal ou objeto que quiser só não mudando seu olhos e seu turbante.

## Dublagem
- Sherazade - Fernanda Bullara
- Till - Yuri Chesman

Versão brasileira: Estúdio Gábia

## Dobragem Portuguesa
- Sherazade - Sandra de Castro
- Till - Guilherme Campelo
- Mário Bomba
- Bruno Ferreira
- Gustavo Teixeira
- Ana Calheiros

Direção de Dobragem: Emanuel Lima